# 241 p.n.e.
| [ Edytuj tabelę ] | |
| Król Baktrii      | - 250 p.n.e. Diodotos I 238 p.n.e.                                                                        |
| Król Bitynii      | - 250 p.n.e. Ziaelas 229 p.n.e.                                                                           |
| Władca Egiptu     | - 246 p.n.e. Ptolemeusz III 221 p.n.e.                                                                    |
| Król Epiru        | - 255 p.n.e. Pyrrus II 240 p.n.e.                                                                         |
| Król Ilirii       | - 250 p.n.e. Agron 230 p.n.e.                                                                             |
| Król Magadhy      | - 273 p.n.e. Aśoka 232 p.n.e.                                                                             |
| Król Macedonii    | - 277 p.n.e. Antygon II Gonatas 239 p.n.e.                                                                |
| Król Partów       | - 247 p.n.e. Arsakes 217 p.n.e.                                                                           |
| Władca Pergamonu  | - 262 p.n.e. Eumenes I 241 p.n.e. - 241 p.n.e. Attalos I 197 p.n.e.                                       |
| Król Pontu        | - 256 p.n.e. Mitrydates II 220 p.n.e.                                                                     |
| Władca Seleucydów | - 246 p.n.e. Seleukos II Kallinikos 226 p.n.e.                                                            |
| Król Sparty       | - 254 p.n.e. Leonidas II 235 p.n.e. - 244 p.n.e. Agis IV 241 p.n.e. - 241 p.n.e. Eudamidas III 228 p.n.e. |
| Tyran Syrakuz     | - 275 p.n.e. Hieron II 215 p.n.e.                                                                         |

Rok 241 p.n.e.
stulecia: IV wiek p.n.e. ~
III wiek p.n.e. ~
II wiek p.n.e.

lata: 251 p.n.e. «
245 p.n.e. «
244 p.n.e. «
243 p.n.e. «
242 p.n.e. «
241 p.n.e. »
240 p.n.e. »
239 p.n.e. »
238 p.n.e. »
237 p.n.e. »
231 p.n.e.

## Wydarzenia
- 10 marca – pierwsza wojna punicka skończyła się zwycięstwem Rzymu nad Kartaginą, zdecydowała o tym bitwa morska koło Wysp Egadzkich.

- Zakończyła się trzecia wojna syryjska między imperiami Seleucydów i Ptolemeuszy.
- Wybuchła wojna między królem Seleukosem II a jego bratem Hieraksem, który przejął kontrolę nad Azją Mniejszą.
- Attalos I został królem Pergamonu.
- W Rzymie dokonano reformy komicjów centurialnych.
- Budowa via Aurelia.

## Zmarli
- Agis IV, król Sparty, zamordowany
- Eumenes I, król Pergamonu